# Lutzia allostigma
Lutzia allostigma är en tvåvingeart som beskrevs av Howard, Dyar och Frederick Knab 1915. Lutzia allostigma ingår i släktet Lutzia och familjen stickmyggor. Inga underarter finns listade i Catalogue of Life.